# 1000 피아치아

1000 피아치아의 공전

1000 피아치아는 태양을 공전하는 소행성으로 소행성대에 속해 있다. 피아치아는 1,000번째 발견된 소행성이기도 하다. 이름은 첫 번째 소행성 1 세레스를 발견한 주세페 피아치에서 따왔다.
이 소행성의 반지름은 약 24 킬로미터이며, 2001년 로버트 D. 스티븐스는 1000 피아치아의 광도곡선을 분석하여 이 천체가 9.47시간에 1회 자전하고 있음을 밝혀냈다.

## 같이 보기
- 소행성체 목록/1–1000
- 소행성체 목록/1001–2000